# Autódromo Miguel E. Abed
Das Autódromo Miguel E. Abed ist eine Motorsport-Rennstrecke, die in der Stadt Amozoc in der Nähe von Puebla in Mexiko liegt. 

## Geschichte
Das Autódromo Miguel E. Abed wurde im Jahre 2005 eröffnet und gilt als eine der wichtigsten Motorsportanlagen in Mexiko. Die Strecke besteht aus einem Straßenkurs und einem zwei Kilometer langen Oval. 

## Veranstaltungen
In den Jahren 2005 und 2006 sowie 2008 wurden Rennen der Tourenwagen-Weltmeisterschaft auf dieser Strecke ausgetragen. 2007 pausierte die Meisterschaft wegen vorangegangener Teilnehmerbeschwerden über die Streckenbeschaffenheit. 
Die NASCAR Corona Series, die höchste mexikanische NASCAR-Rennserie, und die NASCAR Mexico T4 Series, die zweithöchste mexikanische NASCAR-Rennserie, tragen jährlich zwei Rennen auf der Strecke aus. 
Des Weiteren werden seit 2006 die „24 Hours of Mexico“ (24 Stunden von Mexiko) auf der Strecke ausgetragen.